# Ancylis sepusiensis
Ancylis sepusiensis är en fjärilsart som beskrevs av Reiprich 1988. Ancylis sepusiensis ingår i släktet Ancylis, och familjen vecklare. Inga underarter finns listade i Catalogue of Life.